# Wit-Russisch voetbalelftal (vrouwen)
Het Wit-Russisch vrouwenvoetbalelftal is een voetbalteam dat uitkomt voor Wit-Rusland bij internationale wedstrijden en competities, zoals het EK voetbal vrouwen.

## EK historie
- 1984-1995: Niet deelgenomen
- 1997-2022: Niet gekwalificeerd

## WK historie
- 1991-2023: Niet gekwalificeerd

BFF · A-internationals · Bondscoaches · Statistieken · Wit-Russisch vrouwenelftal · Olympisch elftal · W-Rusland U21 · W-Rusland U19 · W-Rusland U18 · W-Rusland U17 · W-Rusland U16
1990 – 1999 · 
2000 – 2009 · 
2010 – 2019 ·
2020 − 2029
1992 · 
1993 · 
1994 · 
1995 · 
1996 · 
1997 · 
1998 · 
1999 · 
2000 · 
2001 · 
2002 · 
2003 · 
2004 · 
2005 · 
2006 · 
2007 · 
2008 · 
2009 · 
2010 · 
2011 · 
2012 · 
2013 ·
2014 ·
2015 ·
2016 ·
2017 ·
2018 ·
2019 ·
2020 ·
2021 ·
2022 ·
2023
Albanië · 
Andorra · 
Argentinië · 
Armenië · 
Azerbeidzjan · 
Bahrein ·
België ·
Bosnië en Herzegovina · 
Bulgarije · 
Canada · 
Cyprus · 
Denemarken · 
Duitsland · 
Ecuador · 
Egypte · 
Engeland · 
Estland · 
Finland · 
Frankrijk · 
Gabon ·
Georgië · 
Griekenland · 
Hongarije · 
Honduras · 
Ierland ·
IJsland · 
India ·
Iran · 
Israël · 
Italië ·
Japan ·
Jordanië · 
Kazachstan ·
Kirgizië · 
Kosovo ·
Kroatië · 
Letland · 
Libië · 
Liechtenstein ·
Litouwen · 
Luxemburg · 
Malta · 
Mexico ·
Moldavië · 
Montenegro · 
Nederland · 
Nieuw-Zeeland ·
Noord-Ierland ·
Noord-Macedonië ·  
Noorwegen · 
Oekraïne · 
Oezbekistan · 
Oman · 
Oostenrijk · 
Peru · 
Polen · 
Roemenië · 
Rusland · 
San Marino · 
Saoedi-Arabië · 
Schotland · 
Slovenië · 
Slowakije · 
Spanje ·
Syrië ·
Tadzjikistan · 
Tsjechië · 
Tunesië · 
Turkije · 
Verenigde Arabische Emiraten · 
Wales · 
Zuid-Korea · 
Zweden · 
Zwitserland